# 張道宗
張道宗，贵州盘县人，中国近代政治人物。

## 生平
毕业于黄浦军校。民国27年（1938年），擔任中华民国遵义府婺川縣縣長。后由熊紹儒接任。